# Isoldé Elchlepp
Waltraud Isoldé Elchlepp, Pseudonym Dominique (* 20. Mai 1942 in Straßburg) ist eine deutsche Protestlied- und Opernsängerin (Mezzosopran).

## Leben
Waltraud Isoldé Elchlepp ist in Straßburg geboren, in Karlsruhe aufgewachsen und in Brighton (England) auf das College gegangen. Ihr Vater ist während des Zweiten Weltkriegs gefallen, und die Mutter zog mit Waltraud und ihrer älteren Schwester nach München, wo sie Musik studierte. Schon als Kind wollte sie immer Opernsängerin werden. Auf Wunsch der Mutter lernte Elchlepp zuerst Modegrafikerin, bevor sie auf das Konservatorium gehen konnte. Ein Kapellmeister ließ sie zwei Jahre später einige Demobänder besingen und sandte diese an etliche Schallplattenproduzenten.
Ein österreichischer Produzent wurde auf sie aufmerksam und so erhielt Elchlepp, die sich als Schlagersängerin Dominique nannte, 1965 ihren ersten Plattenvertrag. Sie begann mit Schlagern und feierte mit dem Protestlied Der ewige Soldat (The universal soldier von Buffy Sainte-Marie/Donovan) mit dem deutschen Text von Max Colpet ihren ersten großen Erfolg. Weitere Singles folgten und erschienen auch auf ihrer LP Krieg im Frieden.
Es folgten mehrere Songs von Bob Dylan, Werner Scharfenberger, Pete Seeger und Udo Westgard.
Nach Abschluss ihres Musikstudiums erhielt sie eine Ausbildung im Opernstudio der Bayerischen Staatsoper München. Fortan nannte sie sich wieder Isoldé Elchlepp.
Zunächst spielte sie ab 1973 kleinere Partien an der Bayerischen Staatsoper, unter anderem in Madama Butterfly und 1975 im Rosenkavalier. Nun folgten anspruchsvolle Rollen in Werken von Joseph Haydn, W. A. Mozart, Carl Orff, Aribert Reimann, Richard Strauss, Giuseppe Verdi und Richard Wagner.
In den Jahren 1975 bis 1982 spielte sie am Theater Bremen. Von 1982 bis 1988 war sie am Staatstheater Wiesbaden engagiert, 1985, 1986 sowie 1993 sang sie bei den Bayreuther Festspielen und war seit 1988 Mitglied des Staatstheaters Hannover. 1992 sang sie die Rolle der Wirtin bei der Uraufführung von Aribert Reimanns Oper Das Schloss. Außerdem trat sie mehrfach bei Konzerten im Ausland auf.

## Diskografie
Als Isoldé Elchlepp
- Richard Strauss: Der Rosenkavalier. Gesamtaufnahme. Bayerisches Staatsorchester, Carlos Kleiber (Dirigent). Orfeo D’Or C581083D, 2008 (Aufnahme 1973)[5]
- Hans Zender: Stephen Climax. Gesamtaufnahme. Choeurs & Orchestre du Théâtre Royal de la Monnaie (Brüssel), Sylvain Cambreling (Dirigent). Academy ACA 8507-2, 1993, DNB 353059919.
- Arnold Schoenberg: Gurrelieder. Philharmonisches Orchester Freiburg, Johannes Fritzsch (Dirigent). Rombach, Freiburg 1997, DNB 356037126.
- Aribert Reimann: Das Schloss. Gesamtaufnahme (als „Wirtin“). Bayerisches Staatsorchester, Michael Boder (Dirigent). Wergo WER 6614-2, 1997, DNB 356150496.

Als Dominique
Singles (Polydor)
- 52 607 A Der ewige Soldat – 52 607 B Aber ich wart auf dich – 1966
- 52 695 A Ist das die Welt, die wir mal erben sollen? – 52 695 B Wie es früher war – 1966
- 52 723 A Und was wird morgen sein? – 52 723 B Der Brief von drüben – 1966
- 52 836 A Ich hab in der Liebe kein Glück – 52 836 B Und wieder steht der Sonntag vor der Tür – 1967
- 53 023 A Tausend Straßen – 53 023 B Du lachst mich aus – 1968

Langspielplatte
- Dominique – Krieg im Frieden – Polydor / Stern-musik Nr. 249078
  - Der ewige Soldat – Saint Marie/Donovan/Colpet
  - Krieg im Land – Stockey/Yarrow/Bader
  - Starfighter-Ballade – Westgard/Bader
  - Schlaf ein – Angelina – Dylan/Bader
  - Das Schlüsselkind – Westgard/Bader
  - Sag’ mir, wo die Blumen sind – Seeger/Colpet
  - Der Brief von drüben – Westgard/Bader
  - Zeig mir eine Insel – Westgard/Colpet/Rotter
  - Man geht nicht mehr ohne Doppelkinn Müller/Prottel
  - Die Antwort weiß ganz allein der Wind – Dylan/Bradtke
  - Sergeant Marie – Westgard/Bader
  - Ist das die Welt, die wir mal erben sollen – Scharfenberger/Colpet